# Rhododendron falconeri
Rhododendron falconeri är en ljungväxtart. Rhododendron falconeri ingår i släktet rododendron, och familjen ljungväxter. Utöver nominatformen finns också underarten R. f. eximium.

## Bildgalleri

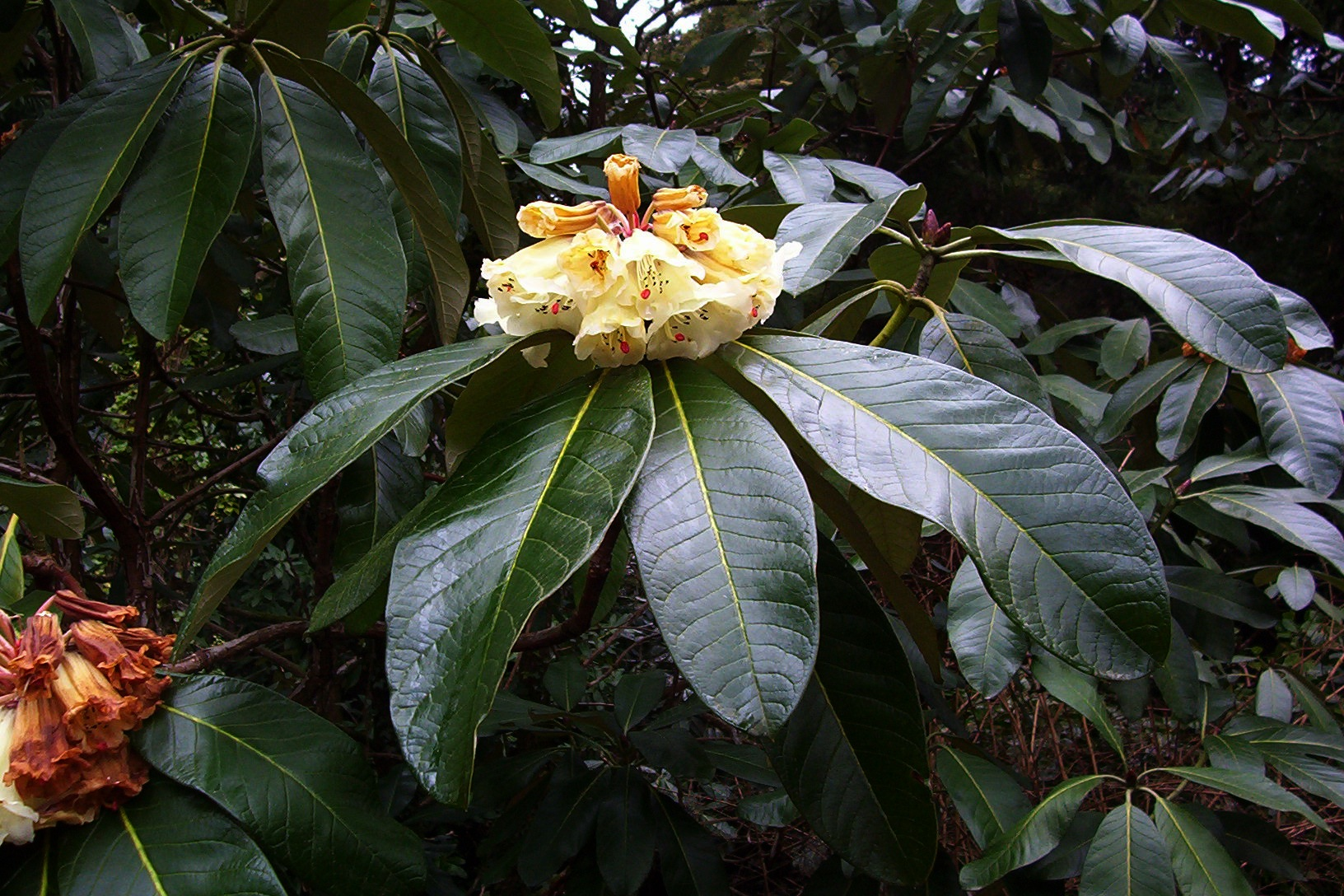
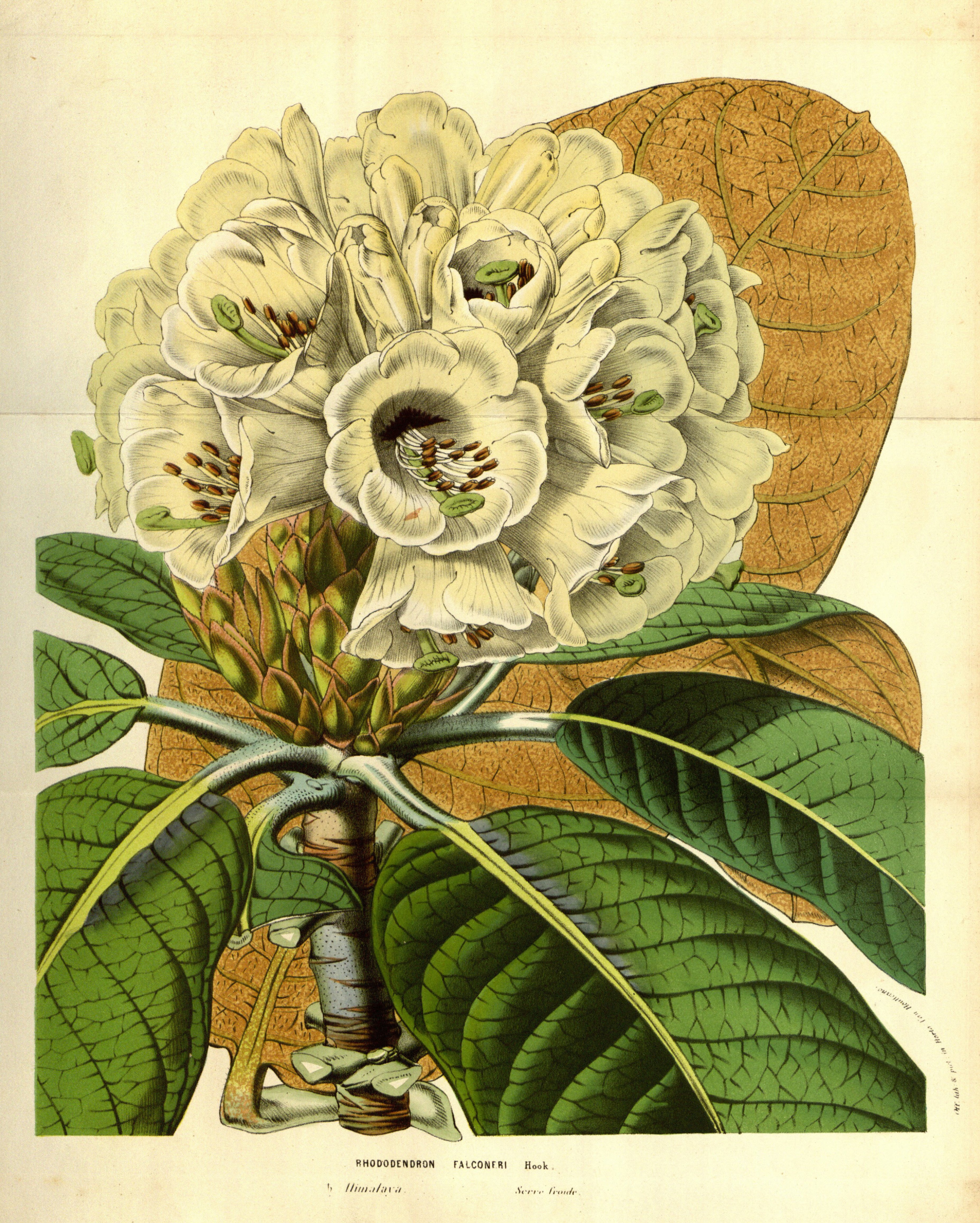